# 納智捷URX
納智捷URX（Luxgen URX）是一款由納智捷汽車于2019年推出的5人及7人跨界休旅車系列。
本車為納智捷510計劃中的第二輛車款，採用由華擎機械與水野和敏共同調校之1.8升直列四缸渦輪增壓引擎，可提供202匹最大馬力。中央控制區使用了12吋觸控螢幕作為主要資訊顯示與操作，透過鏡頭與車機電腦演算的3D環景與自動警示鏡頭影像，並搭載可協助新手駕駛的APA自動停車輔助系統。
該車搭載智慧型電腦部分，初始由宏達電協同開發的車載資訊系統和電子穩定程序，稱為THINK+ 4.0系統，特色為聲控功能、衛星導航、全車最多8顆CCD，其中包含夜視攝影機，並有行動上網功能可以更新系統和下載旅遊、商店、即時交通資訊，後續程式的合作據傳由鴻海子公司安泰電業接手。
在URX上所搭載的聲控功能，可讓駕駛在行車中無需觸碰中央控制台的按鍵做調整，降低駕駛分心的機會。
本車於2019年9月16日起進行預售。2019年9月16日正式發表，並進駐汽車生活館銷售。
於2022年11月推出小改款URX Neo。
1. ↑  .   [2022-11-29]. （原始内容存档于2022-11-29）.